# FOSDEM

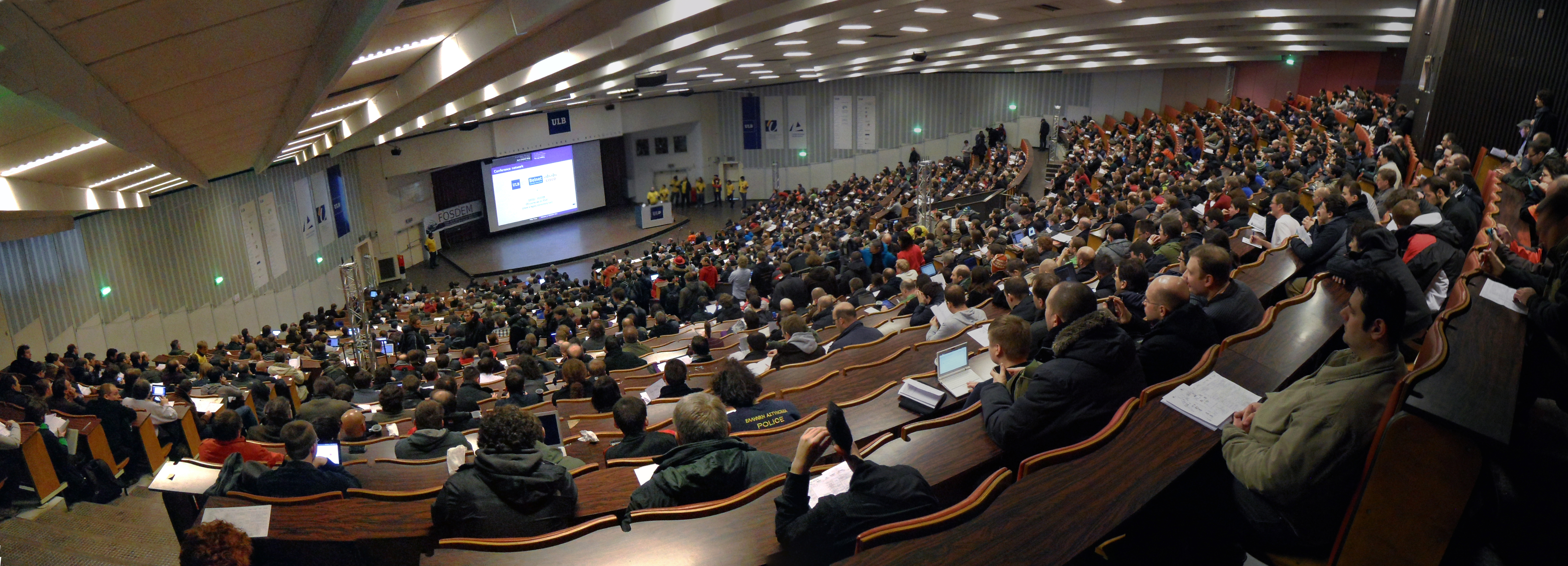
Charla de inauguración en 2012

Free and Open Source Software Developers' European Meeting (FOSDEM) es un evento europeo no comercial, organizado por voluntarios, centrado en el desarrollo de software libre y de código abierto . Está dirigido a desarrolladores y a cualquier persona interesada en el movimiento de software libre y de código abierto. Su objetivo es permitir que los desarrolladores se reúnan y promuevan la conciencia y el uso del software de código abierto y libre.
FOSDEM se celebra anualmente, generalmente durante el primer fin de semana de febrero, en el Campus de Solbosch de la Universidad Libre de Bruselas en el sureste de Bruselas, Bélgica.

## Historia
FOSDEM se inició en 2000 bajo el nombre de Open Source Developers of Europe Meeting (OSDEM) por Raphael Bauduin. Bauduin dijo que como sentía que carecía de cerebro para contribuir adecuadamente a la comunidad de código abierto, quería contribuir con el lanzamiento de un evento europeo en Bruselas. Bauduin se asoció con Damien Sandras. El equipo repitió el evento. La F (de FOSDEM) se agregó a petición de Richard Stallman al año siguiente. Desde entonces el evento se ha celebrado cada año en el mes de febrero, con un número creciente de visitantes. Se organiza gracias a la ayuda de muchos voluntarios. Cada año reciben más de 5000 desarrolladores al Campus de Solbosch. Raphael ya no es la fuerza impulsora detrás de FOSDEM. Después de 7 años de arduo trabajo, dejó el equipo para nuevos planes de código abierto.

### Edición de 2021
La edición del año 2021, debido a la pandemia de COVID-19, se realizó de forma online.

## Financiación
La entrada y la participación en el evento es completamente gratuita. Es financiado por patrocinadores que aceptan la naturaleza no comercial del evento, y por donaciones de los visitantes. Los donantes reciben un incentivo en forma de un regalo simbólico. Todo está organizado y montado por voluntarios.